# Neoclytus columbianus
Neoclytus columbianus är en skalbaggsart som beskrevs av Fuchs 1963. Neoclytus columbianus ingår i släktet Neoclytus och familjen långhorningar.
Artens utbredningsområde är:
- Panama.
- Venezuela.

Inga underarter finns listade i Catalogue of Life.